# Phyllophaga dominicensis
Phyllophaga dominicensis är en skalbaggsart som beskrevs av Cartwright och Fortuné Chalumeau 1977. Phyllophaga dominicensis ingår i släktet Phyllophaga och familjen Melolonthidae. Inga underarter finns listade i Catalogue of Life.